# Torneo del Consejo Provisorio
El Torneo del Consejo Provisorio fue un torneo de fútbol organizado en Uruguay por el Consejo Provisorio del Football Nacional en 1926 como un campeonato de transición que permitiera unificar las dos asociaciones de clubes existentes en el país tras el cisma de 1922. Se disputó por única vez ese año en dos series: en la serie "A" participaron los clubes que ya estaban clasificados para el Campeonato Uruguayo del año siguiente, y en la serie "B" los clubes que competirían por el derecho a participar en dicho campeonato.
El Club Atlético Peñarol fue el ganador de la serie "A" y el Club Atlético Bella Vista de la serie "B".
Este torneo no es reconocido por la Asociación Uruguaya de Fútbol.

## Historia
Luego de mantenerse durante tres años el Cisma y tras haber fracasado varios intentos de reunificación, una representación de la prensa de Montevideo solicitó la intervención mediadora del presidente de la república, José Serrato.
Después de la fractura sucedida en 1922, con la desafiliación de Central y Peñarol, el fútbol uruguayo se encontraba dividido en dos grupos de clubes: la Asociación y la Federación, que mantenían sus campeonatos por separado. El estado uruguayo intervino para recomponer la situación, y por esta razón, debido a la gran reestructura que esto requería, se suspendieron los campeonatos correspondientes al año 1925.
En el año 1926, tampoco se realizó el Campeonato Uruguayo. El Laudo Serrato, que es el nombre con que se conoce aquella decisión del Presidente de la República José Serrato de unificar a la Asociación y a la Federación Uruguaya de Football, dispuso de la disputa ese año de un Campeonato Provisorio denominado "Héctor R. Gómez", que se habría de disputar en dos series.
En la Serie A, participaron todos los clubes que integraban la Primera División de la Asociación en el momento de la separación, a excepción de Charley y Dublin, que dejaron de disputar campeonatos oficiales. Se establecía además que todos ellos seguirían integrando la Primera División en el año 1927, cualquiera fuese la ubicación que lograran en la tabla del campeonato en disputa. La Serie B estaba integrada por el resto de los participantes de las primeras divisiones de ambas asociaciones. Eran 16 equipos: Bella Vista, Capurro, Fénix y Racing por la AUF y Cerro, Chaná, Colón, Defensor, Misiones, Olimpia, Peñarol del Plata, Roland Moor, Rosarino Central, Solferino, Sud América y Uruguayo por la FUF. Los 10 mejores clasificados pasarían a integrar la Primera División en 1927, junto con los otros 10 clubes que integraban la serie A. Estos equipos fueron: Bella Vista (campeón), Capurro, Cerro, Defensor, Misiones, Olimpia, Racing, Rosarino Central, Solferino y Sud América.

## Posiciones Serie A
| Puesto | Equipo               | Pts. | PJ | PG | PE | PP | GF | GC | Dif. |
| ------ | -------------------- | ---- | -- | -- | -- | -- | -- | -- | ---- |
| 1°     | Peñarol              | 30   | 18 | 13 | 4  | 1  | 27 | 5  | +22  |
| 2°     | Montevideo Wanderers | 25   | 18 | 11 | 3  | 4  | 35 | 17 | +18  |
| 3°     | Rampla Juniors       | 25   | 18 | 12 | 1  | 5  | 29 | 14 | +15  |
| 4°     | Nacional             | 24   | 18 | 11 | 2  | 5  | 36 | 16 | +20  |
| 5°     | Lito                 | 24   | 18 | 10 | 4  | 4  | 42 | 20 | +22  |
| 6°     | Central              | 18   | 18 | 8  | 2  | 8  | 24 | 25 | -1   |
| 7°     | Liverpool            | 13   | 18 | 5  | 3  | 10 | 16 | 25 | -9   |
| 8°     | Belgrano             | 10   | 18 | 4  | 2  | 12 | 19 | 32 | -13  |
| 9°     | Uruguay Onward       | 9    | 18 | 3  | 2  | 13 | 15 | 45 | -30  |
| 10°    | Universal            | 2    | 18 | 1  | 0  | 17 | 10 | 54 | -44  |

| Uruguay                                                                                  |
| Campeón Serie A (Primera División) del Torneo del Consejo Provisorio Peñarol 1.er título |

## Posiciones Serie B
| Puesto | Equipo            | Pts. | PJ | PG | PE | PP | GF | GC | Dif. |
| ------ | ----------------- | ---- | -- | -- | -- | -- | -- | -- | ---- |
| 1°     | Bella Vista       | 45   | 30 | 19 | 7  | 4  | 48 | 22 | +26  |
| 2°     | Olimpia           | 37   | 30 | 17 | 3  | 10 | 32 | 30 | +2   |
| 3°     | Racing            | 36   | 30 | 17 | 2  | 11 | 47 | 38 | +11  |
| 4°     | Capurro           | 35   | 30 | 12 | 11 | 7  | 45 | 35 | +10  |
| 5°     | Sud América       | 34   | 30 | 12 | 10 | 8  | 41 | 28 | +13  |
| 6°     | Rosarino Central  | 32   | 30 | 13 | 6  | 11 | 44 | 40 | +4   |
| 7°     | Misiones          | 32   | 30 | 14 | 4  | 12 | 51 | 45 | +6   |
| 8°     | Defensor          | 32   | 30 | 13 | 6  | 11 | 48 | 44 | +4   |
| 9°     | Cerro             | 32   | 30 | 12 | 8  | 10 | 41 | 38 | +3   |
| 10°    | Solferino         | 31   | 30 | 12 | 7  | 11 | 37 | 41 | -4   |
| 11°    | Colón             | 30   | 30 | 12 | 6  | 12 | 44 | 40 | +4   |
| 12°    | Uruguayo          | 29   | 30 | 8  | 13 | 9  | 37 | 38 | -1   |
| 13°    | Roland Moor       | 26   | 30 | 10 | 6  | 14 | 39 | 39 | 0    |
| 14°    | Peñarol del Plata | 24   | 30 | 8  | 8  | 14 | 26 | 45 | -19  |
| 15°    | Chaná             | 14   | 30 | 5  | 4  | 21 | 27 | 54 | -27  |
| 16°    | Fénix             | 11   | 30 | 5  | 1  | 24 | 24 | 54 | -30  |

|  | Campeón y clasifica a la próxima temporada del Campeonato Uruguayo de Primera División 1927. |
|  | Clasifica a la próxima temporada del Campeonato Uruguayo de Primera División 1927.           |

| Uruguay                                                                                        |
| Campeón "Serie B" (Primera División) del Torneo del Consejo Provisorio Bella Vista 1.er título |